# Колпень (Лоевский район)
Колпень (бел. Каўпень) — деревня, центр Колпенского сельсовета Лоевского района Гомельской области Беларуси.
На юге и западе граничит с лесом.

## География

### Расположение
В 7 км на запад от Лоева, 58 км от железнодорожной станции Речица (на линии Гомель — Калинковичи), 95 км от Гомеля.

## Транспортная сеть
Транспортные связи по просёлочной, затем автомобильной дороге Лоев — Речица. Планировка состоит из прямолинейной широтной улицы, к которой на севере присоединяется улица Г-образной конфигурации. Застройка двусторонняя, деревянная, усадебного типа.

## История
Обнаруженное археологами городище III века до н. э. — V века н. э. (в 3 км на запад от деревни, в урочище Рудовец) свидетельствует о заселении этих мест с давних времён. По письменным источникам известна с XVIII века как селение в Речицком повете Минского воеводства Великого княжества Литовского.
После 2-го раздела Речи Посполитой (1793 год) в составе Российской империи. В 1811 году деревня, в Речицком уезде Минской губернии, во владении графа Юдицкого. В 1879 году селение в Лоевском церковном приходе. Согласно переписи 1897 года действовали школа грамоты, хлебозапасный магазин, в Лоевской волости.
С 8 декабря 1926 года до 30 декабря 1927 года центр Колпенского сельсовета Лоевского района Речицкого с 9 июня 1927 года Гомельского округов. В 1930 году организован колхоз «Победа», работали 2 ветряные мельницы, конная круподёрка, кузница. Во время Великой Отечественной войны оккупанты в 1943 году сожгли 128 дворов и убили 16 жителей. В боях около деревни 16 октября 1943 года отличился младший лейтенант И. А .Мордасов (присвоено звание Героя Советского Союза). На фронтах и в партизанской борьбе погибли 168 жителей деревень Козероги, Колпень, Пустая Гряда, память о них увековечивает скульптура солдата, установленная в 1972 году в центре деревни. Располагаются 9-летняя школа, Дом культуры, библиотека, фельдшерско-акушерский пункт, магазин, столовая, отделение связи, детский сад. Центр ОАО "Колпень-Агро".

## Население

### Численность
- 1999 год — 189 хозяйств, 512 жителей.

### Динамика
- 1795 год — 35 дворов, 255 жителя: 129 мужчин 126 женщин.
- 1850 год — 55 дворов, 294 жителя.
- 1897 год — 113 дворов, 766 жителей (согласно переписи).
- 1940 год — 134 двора.
- 1959 год — 664 жителя (согласно переписи).
- 1999 год — 189 хозяйств, 512 жителей.